# Цайдлер, Юдит
Юдит Цайдлер (нем. Judith Zeidler; род. 11 мая 1968, Бесков), в замужестве Унгемах (нем. Ungemach) — немецкая гребчиха, выступавшая за сборные ГДР и Германии в конце 1980-х — начале 1990-х годов. Чемпионка летних Олимпийских игр в Сеуле, обладательница бронзовой медали Олимпиады в Барселоне, чемпионка мира, победительница многих регат национального и международного значения. Ныне работает тренером в Австралии.

## Биография
Юдит Цайдлер родилась 11 мая 1968 года в городе Бесков, ГДР. Проходила подготовку в Берлине в столичном спортивном клубе «Динамо».
Первого серьёзного успеха на международном уровне добилась в сезоне 1984 года, когда вошла в состав восточногерманской национальной сборной и одержала победу в парных рулевых четвёрках на чемпионате мира среди юниоров в Швеции. Два года спустя на аналогичных соревнованиях в Рачице была лучшей в безрульных четвёрках.
Благодаря череде удачных выступлений удостоилась права защищать честь страны на летних Олимпийских играх 1988 года в Сеуле — в составе команды, куда также вошли гребчихи Аннегрет Штраух, Катрин Хаккер, Уте Вильд, Аня Клуге, Беатрикс Шрёэр, Уте Штанге, Рамона Бальтазар и рулевая Даниэла Нойнаст, заняла в женских восьмёрках первое место, завоевав тем самым золотую олимпийскую медаль. За это выдающееся достижение награждена орденом «За заслуги перед Отечеством» в золоте.
В 1989 году победила в безрульных распашных двойках на чемпионате мира в Бледе.
На мировом первенстве 1990 года в Тасмании стала бронзовой призёркой в безрульных двойках, пропустив вперёд команды из Румынии и Западной Германии.
После объединения ГДР и ФРГ вошла в состав гребной сборной Германии и продолжила принимать участие в крупнейших международных регатах. Так, в 1991 году взяла бронзу в четвёрках на чемпионате мира в Вене.
В 1992 году выиграла бронзовую медаль в восьмёрках на Олимпийских играх в Барселоне — здесь её экипаж опередили гребчихи из Канады и Румынии.
В 1993 году удостоена высшей спортивной награды Германии «Серебряный лавровый лист».
Замужем за немецким гребцом Маттиасом Унгемахом, двукратным чемпионом мира, участником двух Олимпиад. Есть двое сыновей и дочь. Ныне с семьёй постоянно проживает в Сиднее, Австралия, где работает тренером по академической гребле.